# Perdonarsi in due/Dopo averti amato
Perdonarsi in due/Dopo averti amato è un singolo di Eugenia Foligatti, pubblicato dalla Ri-Fi nel 1963.
Il brano Perdonarsi in due si classificò in sesta posizione al Festival di Sanremo 1963, nella doppia esecuzione di Eugenia Foligatti e di Tonina Torrielli.

## Tracce
Lato A
1. Perdonarsi in due (testo: Pinchi – musica: Giovanni D'Anzi; edizioni musicali D'Anzi)

Lato B
1. Dopo averti amato (testo: Lucio Lami – musica: Arrigo Amadesi; edizioni musicali Peermusic Italy)